# Panthera leo sinhaleyus
Sous-espèce
Le Lion du Sri Lanka ou Lion de Ceylan (Panthera leo sinhaleyus) est une sous-espèce préhistorique du lion, endémique du Sri Lanka. Elle se serait éteinte avant l'arrivée des hommes il y a environ 37 000 ans.
Ce lion n'est connu que par deux dents découvertes à Kuruwita.